# 産業観光
産業観光（さんぎょうかんこう）とは、歴史的・文化的に価値ある工場や機械などの産業文化財や産業製品を通じて、ものづくりの心にふれることを目的とした観光をいう。英語では「Industrial tourism」になり、対訳日本語としての「産業観光」は東海旅客鉄道初代会長の須田寬が初めて提唱した。

## 概要
産業観光の嚆矢は1980年代に産業遺産の保護を初めて制度化した産業革命発祥の地イギリスで、保護と同時に活用も模索し観光資源として利用する遺産の商品化をヘリテージツーリズムとして具体化した。ドイツでは社会科見学として工場を訪ねることが定着しており、フランスではワイナリー見学が産業観光の主流となった。
一方で工場見学には危険を伴う場所や企業秘密の部分もあり、必ずしも積極的に開放されるものではなく、見学コースの整備などにかかる費用の調達に苦心することもある。

## 日本での概要
2004年に作成された『観光立国推進戦略会議報告書』の中で「近代の街並み・産業遺産・産業施設を観光資源として活用する」との方針が示され、2008年に観光庁が発足し産業観光の推進が国策として位置付けられた。
国土交通省も産業観光を推進し、経済産業省も「産業遺産を用いた地域振興」を提示。石見銀山遺跡とその文化的景観、富岡製糸場と絹産業遺産群、明治日本の産業革命遺産_製鉄・製鋼、造船、石炭産業といった産業遺産が世界遺産となったことが産業観光を後押しする。
その他の地域では例えば愛知県を中心とした東海地方が昔から製造業を中心として栄えてきた地域であり、さまざまな分野の「ものづくり」の現場に直接触れ合うことができることもあって産業観光が非常に盛んである。

## 主な産業観光施設
事前の申し込みや入場料が必要な場合があるので、詳細は各施設に問い合わせること。Category:日本の企業博物館も参照。

### 北海道
- サッポロビール博物館（サッポロビール、札幌市東区・サッポロガーデンパーク内）※北海道遺産選定
- 北海道鉄道技術館（JR北海道、札幌市東区・JR苗穂工場内）※北海道遺産選定
- 雪印乳業資料館（雪印乳業、札幌市東区）※北海道遺産選定
- ニッカウヰスキー余市蒸溜所（ニッカウヰスキー、余市町）※北海道遺産選定

### 東北
- 史跡 尾去沢鉱山（旧称・マインランド尾去沢。尾去沢鉱山。秋田県鹿角市）
- 小坂鉱山事務所（小坂鉱山、秋田県小坂町）
- ニッカウヰスキー宮城峡蒸溜所（ニッカウヰスキー、宮城県仙台市青葉区）
- リカちゃんキャッスル（タカラトミー、福島県田村郡小野町）

### 関東
- NHKスタジオパーク（日本放送協会、東京都渋谷区）
- NHK放送博物館（日本放送協会、東京都港区）
- ニコンミュージアム（ニコン、東京都港区・品川インターシティ内）
- ヤマトグループ歴史館（ヤマト運輸、東京都港区）
- 恵比寿麦酒記念館（サッポロビール、東京都渋谷区・恵比寿ガーデンプレイス内）
- 印刷博物館（凸版印刷、東京都文京区）
- 石川島資料館（IHI、東京都中央区・大川端リバーシティ21内）
- IHIものづくり館「アイミューズ」（IHI、東京都江東区・豊洲IHIビル）
- オカムラいすの博物館（岡村製作所、東京都千代田区）
- たばこと塩の博物館（日本たばこ産業、東京都墨田区）※渋谷区から移転
- 郵政博物館（通信文化協会、東京都墨田区・東京スカイツリータウン）※旧「逓信総合博物館」
- NTT技術史料館（東日本電信電話、東京都武蔵野市）
- サントリー武蔵野ビール工場（サントリー、東京都府中市）
- 日野オートプラザ（日野自動車、東京都八王子市・日野自動車21世紀センター内）
- オリンパス技術歴史館「瑞古洞」（オリンパス、東京都八王子市・技術開発センター石川内）
- キリン横浜ビアビレッジ（キリンビール、神奈川県横浜市鶴見区）
- 電気の史料館（東京電力、神奈川県横浜市鶴見区）※2011年から休館
- 三菱みなとみらい技術館（三菱重工業、神奈川県横浜市西区・三菱重工横浜ビル内）
- 日産エンジン博物館（日産自動車、神奈川県横浜市神奈川区・横浜工場内）
- 東芝未来科学館（東芝、神奈川県川崎市幸区、ラゾーナ川崎）※旧「東芝科学館」
- いすゞプラザ（いすゞ自動車、神奈川県藤沢市、藤沢工場近隣）
- もの知りしょうゆ館（キッコーマン、千葉県野田市、野田工場内）
- ホンダコレクションホール（本田技研工業、栃木県茂木町・モビリティリゾートもてぎ内）
- おもちゃのまちバンダイミュージアム（バンダイ、栃木県壬生町）
- 月夜野びーどろパーク（上越クリスタル硝子、群馬県みなかみ町）
- 製粉ミュージアム（日清製粉、群馬県館林市）

### 中部
- あいち航空ミュージアム（愛知県豊山町）
- MRJミュージアム（三菱重工、愛知県豊山町）
- 碍子博物館（日本碍子、愛知県小牧市）
- あま市七宝焼アートヴィレッジ（愛知県あま市）
- 博物館明治村（公益財団法人明治村、愛知県犬山市）
- 瀬戸蔵ミュージアム（瀬戸蔵、愛知県瀬戸市）
- マスプロ美術館（マスプロ電工、愛知県日進市）
- トヨタ博物館（トヨタ自動車、愛知県長久手市）
- トヨタ会館（トヨタ自動車、愛知県豊田市）
- トヨタ産業技術記念館（トヨタグループ、愛知県名古屋市）
- ノリタケの森（ノリタケカンパニーリミテド、愛知県名古屋市）
- リニア・鉄道館（東海旅客鉄道、愛知県名古屋市）
- ネックス・プラザ（名古屋高速道路公社、愛知県名古屋市）
- ブラザーミュージアム（ブラザー工業、愛知県名古屋市）
- 貨幣・浮世絵ミュージアム（三菱UFJ銀行、愛知県名古屋市）
- でんきの科学館（中部電力、愛知県名古屋市）
- エルモ社歴史館（エルモ社、愛知県名古屋市）
- 正村竹一資料館（正村商会、愛知県名古屋市）
- 有松・鳴海絞会館（有松絞商工協同組合、愛知県名古屋市）
- ガスエネルギー館（東邦ガス、愛知県東海市）
- カゴメ記念館（カゴメ、愛知県東海市）
- 鍛造技術の館（愛知製鋼、愛知県東海市）
- MIZKAN MUSEUM（ミツカン、愛知県半田市）
- 國盛酒の文化館（中埜酒造、愛知県半田市）
- 半田赤レンガ建物（愛知県半田市）
- 醸造「伝承館」（中定商店、愛知県知多郡武豊町）
- INAXライブミュージアム（INAX、愛知県常滑市）
- FLIGHT OF DREAMS（愛知県常滑市）
- 盛田味の館（盛田、愛知県常滑市）
- 高浜市やきものの里かわら美術館・図書館（愛知県高浜市）
- 九重みりん時代館（九重味醂、愛知県碧南市）
- 八丁味噌の郷（カクキュー、愛知県岡崎市）
- 三菱オートギャラリー（三菱自動車工業、愛知県岡崎市）
- 内藤記念くすり博物館（エーザイ、岐阜県各務原市）
- 名鉄資料館（名古屋鉄道、岐阜県可児市）
- ちこり村（サラダコスモ、岐阜県中津川市）
- タミヤ歴史館（タミヤ、静岡県静岡市駿河区）
- キリン富士御殿場蒸留所（キリンディスティラリー、静岡県御殿場市）
- ヤマハ来客会館（ヤマハ、静岡県浜松市中央区）
- スズキ歴史館（スズキ、静岡県浜松市中央区）
- ミキモト真珠島（ミキモト、三重県鳥羽市）

### 関西
- 安藤百福発明記念館 大阪池田（日清食品、大阪府大阪市淀川区）
- サントリー山崎蒸溜所（サントリー、大阪府島本町）
- パナソニックミュージアム 松下幸之助歴史館（パナソニック、大阪府門真市）
- カワサキワールド（川崎重工業、兵庫県神戸市中央区・神戸海洋博物館内）
- UCCコーヒー博物館（UCC上島珈琲、兵庫県神戸市中央区・ポートアイランド）
- アシックススポーツミュージアム（アシックス、兵庫県神戸市中央区・ポートアイランド）
- 竹中大工道具館（竹中工務店、兵庫県神戸市中央区）
- ブルワリーミュージアム（小西酒造、兵庫県伊丹市・白雪ブルワリービレッジ長寿蔵内）
- 京都鉄道博物館（西日本旅客鉄道、京都府京都市下京区）※2015年まで「梅小路蒸気機関車館」
- ヤンマーミュージアム（ヤンマー、滋賀県長浜市）

### 中国・四国
- マツダミュージアム（マツダ、広島県広島市南区・宇品第一工場内）
- かまぼこ歴史館（宇部蒲鉾、山口県宇部市・本社工場敷地内）
- UBE-i-Plaza（宇部興産、山口県宇部市・宇部本社内）

### 九州・沖縄
- 北九州イノベーションギャラリー（福岡県北九州市八幡東区）
- 北九州次世代エネルギーパーク（北九州エコタウンセンター内、福岡県北九州市若松区向洋町、資源エネルギー庁認定施設）
- 白島国家石油備蓄基地広報展示館（白島石油備蓄、福岡県北九州市若松区響町）
- わかちく史料館（若築建設、福岡県北九州市若松区）
- 門司電気通信レトロ館（NTT西日本、福岡県北九州市門司区）
- 門司赤煉瓦プレイス(旧サッポロビール九州工場)福岡県北九州市門司区
- 玄海エネルギーパーク（九州電力、佐賀県玄海町・玄海原子力発電所内）
- 三菱重工業長崎造船所史料館（三菱重工業、長崎県佐世保市、長崎造船所内）

### 過去に存在した施設
- 環境エネルギー館「ワンダーシップ」（東京ガス、神奈川県横浜市鶴見区）※2014年閉館
- ペンタックスカメラ博物館（ペンタックス：現・リコーイメージング、栃木県益子町、旧益子事業所内）※2009年閉館